# Ausetanos
Los ausetanos o ausescos (gen. ausesken 'habitantes de Ausa', en lengua indígena) fueron un pueblo de probable origen íbero, antiguos habitantes de la actual Plana de Vic y la región circundante, con capital en la ciudad de Aura o Ausa, actualmente Vic y de donde proviene el nombre actual de la comarca, Osona.
Pese a ello, su nombre es claramente indoeuropeo, e incluso posiblemente céltico, al igual que el de sus vecinos bergistanos. Proviene del radical auso- 'sol de la mañana, amanecer' y podría traducirse como 'dorados como el sol' *aus-y-os, equivalente al latín aurum<*ausos y al sabino ausom 'rojizo'. [cita requerida]
Fueron sometidos por Aníbal en el año 218 a. C. al atravesar los Pirineos en dirección a Roma y se opusieron junto a los Ilergetes de Indíbil a Escipión el Africano en el año 205 a. C. siendo vencidos. Finalmente Catón el Viejo los sometió a Roma en el año 195 a. C.
Modernamente se utiliza «ausetano» como gentilicio de los habitantes de Vic (véase también vigatans).